# Росен Цветков
Росен Цветков е български разследващ журналист и репортер на bTV Новините от 2014 година.

## Биография
Завършва „Журналистика“, а след това и „Продуцентство в електронни медии“ в СУ „Св. Климент Охридски“.
Професионалният си път започва в БНР през 2006 г. Година по-късно прави първите си стъпки в БНТ, където преминава през различни позиции: от репортер в „По света и у нас“ до водещ на сутрешния блок. Именно там заснема и първите си разследвания със скрита камера, които са негова професионална страст.
През годините е влизал в ролята на продавач и купувач на гласове по време на избори, протестиращ пред централата на „Атака“, търговец на бъбреци в интернет, доброволец в бежански лагери.
През 2014 г. се присъединява към екипа на bTV Новините с ентусиазъм за нови разкрития с неговото любимо оръжие – скритата камера. Росен гледа на работата си като на „кауза със смисъл“ и е убеден, че най-голямата сила на журналиста е да стига до истината и да я показва – без „украса“ и без спестяване на детайли, защото само тогава „четвъртата власт“ може да променя или поне да разтърсва обществото, да го кара да се замисли.

## Награди и лични постижения
Росен Цветков е носител на множество международни и национални отличия. През 2013 г. Асоциацията на европейските телевизии СИРКОМ му връчва приза за „Изгряваща звезда“ при голяма международна конкуренция. Няколко месеца по-късно става носител и на наградата за млад разследващ журналист в Югоизточна Европа.
През пролетта на 2016 г. разследването му „Канали“, излъчено в „bTV Репортерите“, печели приз от един от най-престижните филмови форуми в света – Detective FEST в Москва, в конкуренция с близо 500 предавания от 53 страни. Споделя опита си и натрупаните знания като лектор в популярния проект „TEDx“.
Една от най-скъпите награди за Росен Цветков е наградата „Валя Крушкина – журналистика за хората“. Участва в журито на конкурса и работи за вдъхновяването и насърчаването на повече смели журналисти, които търсят истината и я показват.